# János Kismóni
János Kismóni (ur. 12 grudnia 1968) – węgierski zapaśnik walczący w stylu klasycznym.
Srebrny medalista mistrzostw świata w 1998. Dziewiąty na mistrzostwach Europy w 2000. Drugi w Pucharze Świata w 1994 i czwarty w 1993 roku.